# Alto del Carmen Tres Quebradas Airport
Alto del Carmen Tres Quebradas Airport är en flygplats i Chile.   Den ligger i provinsen Provincia de Huasco och regionen Región de Atacama, i den centrala delen av landet, 500 km norr om huvudstaden Santiago de Chile. Alto del Carmen Tres Quebradas Airport ligger 3 567 meter över havet.
Terrängen runt Alto del Carmen Tres Quebradas Airport är huvudsakligen mycket bergig. Alto del Carmen Tres Quebradas Airport ligger nere i en dal. Trakten runt Alto del Carmen Tres Quebradas Airport är nära nog obefolkad, med mindre än två invånare per kvadratkilometer.. Det finns inga samhällen i närheten.
Trakten runt Alto del Carmen Tres Quebradas Airport är ofruktbar med lite eller ingen växtlighet.